# Абульхасан Вагиф
Абульхасан Мухаммедхасан оглы Вагиф (азерб. Əbülhəsən Məhəmmədhəsən oğlu Vaqif; 1845, Сальян, Джеватский уезд, Бакинская губерния, Российская империя — 1914, Баку, Бакинский уезд, Бакинская губерния, Российская империя) — азербайджанский поэт XIX века, член литературного общества «Маджмауш-шуара».

## Биография
Абульхасан Мухаммедхасан оглы Вагиф родился в Сальяне в 1845 году. Там он поступил в медресе, но тяжесть семейного положения не только не позволила ему продолжить образование, но даже заставила бросить учебу. Абульхасан, с самого раннего возраста приобщившийся к тяжелому труду, начал свою работу с ремонта лодок вместе с отцом, а позже работал наемным работником в у богатых бакинцев. Несмотря на свое неполное образование, Абульхасан Вагиф читал произведения восточных классиков и всегда в общества поэтов. Этот интерес пробудил в нем страсть к поэзии и литературе, и он начал писать стихи с раннего возраста. Абульхасан, критиковавший религиозных деятелей в ряде стихов, помимо любви к газелям с юности, подвергался преследованиям и выговорам со стороны духовенства. Однажды ахунд, назвавший его неверным, встретил поэта по дороге на базар, где тот прочёл оскорбляющий стих. В результате этого у Вагифа появилось больше врагов в Сальяне. Наконец, протесты местного духовенства, а также тяготы жизни вынуждают его переехать в Баку в 1888 году. Здесь он работал на корабле, чтобы прокормить семью. В это время он подружился с поэтами из литературного общества «Маджмауш-шуара» и вскоре стал одним из активных членов этого кружка. Его влияние заметно отразилось в выражениях и аллюзиях Вагифа, автора любовных газелей, одного из представителей школы Физули, он обладал неповторимым плавным языком и оригинальным стилем. Абульхасан Вагиф скончался в 1914 году в Баку и был похоронен на Биби-Эйбатском кладбище. 